# Conselho Supremo de Governo
O Conselho Supremo de Governo (em castelhano:  Consejo Supremo de Gobierno) foi uma junta militar que exerceu, de facto, a chefia de Estado e de governo da República do Equador de 1976 a 1979, sendo considerada a última ditadura na história política do Equador.
Foi formada por três membros, representando cada ramo das Forças Armadas: o almirante Alfredo Poveda como representante da Força Naval e Presidente do Conselho, o general de divisão Guillermo Durán Arcentales como representante das Forças Terrestres e o general Luis Leoro Franco como representante da Força Aérea.